# Сезар Біротто
Історія величі та падіння Сезара Біротто (фр. Histoire de la grandeur et de la décadence de César Birotteau) або Сезар Біротто (фр. César Birotteau) — роман Оноре де Бальзака 1837 року, одна зі «Сцен паризького життя» в циклі «Людська комедія». Його головний герой — паризький парфумер, прототипом якого є легендарний парфумер Жан Венсан Бюллі який досягає успіху в косметичному бізнесі, але став банкрутом через спекуляції нерухомістю.

## Написання та публікація
Бальзак зберігав чернетку роману шість років, перш ніж завершив свій твір в 1837 році після того, як газета «Фігаро» запропонувала йому 20 000 франків за умови, що роман буде готовий до публікації до 15 грудня того ж року. Пояснюючи цю затримку, він пізніше напише: «Шість років я зберігав чернетку „Сезара Біротто“, зневірившись коли-небудь зацікавити когось персонажем досить дурного, дещо посереднього крамаря, чиї нещастя є звичайним явищем, що символізує той світ дрібного паризького торговця, якого ми так часто висміюємо…».

## Сюжет
Сезар — чоловік селянського походження з регіону Турень. На початку роману, у 1819 році, він володіє успішною парфумерною крамницею «Королева троянд» (фр. La Reine des Roses), його обирають заступником мера свого округу в Парижі та нагороджують орденом Почесного легіону. Під час революції він брав участь у повстанні роялістів 13 Вандем'єра проти Республіки, на одному з етапів протистоячи самому Наполеону Бонапарту, і часто згадує про це в розмовах. Він одружений з Констанцією та має доньку Сезаріну. Він планує влаштувати бал у себе вдома та зробити ремонт до балу. Врешті він вплутується у спекуляції нерухомістю з використанням позичених грошей через свого нотаріуса Роґена. Потім планує розширити свій бізнес за допомогою нового продукту з олії для волосся, а його асистент Ансельм Попіно (який закоханий у Сезаріну) стає його діловим партнером. Всі ці плани призвели до того, що він наробив великих боргів.
Але він не здогадується, що Роґен має власні проблеми з грошима і що колишній продавець Сезара Фердинанд дю Тійє, а нині банкір, маніпулює Роґеном, щоб помститися Сезару. Його фінансове становище стає загрозливим, коли Роґен утікає і залишає Сезара з боргами, які той не в змозі сплатити. Його спроби отримати фінансову допомогу від різних банкірів, таких як Нусінген, брати Келлери та Жігонне (всі вони є постійними персонажами«Людської комедії»), зазнають невдачі, оскільки всі вони є друзями дю Тійє та діють за його вказівками. Це призводить до того, що він оголошує банкрутство, продає власну крамницю «La Reine des Roses» своєму помічнику Селестену Кревелю та йде з бізнесу.
Зрештою, Сезар сплачує всі свої борги, коли його бізнес-проєкт з Попіно проходить успішно. Потім він раптово помирає, але радий, що його честь відновлено.

## Теми
Роман є почасти сатиричним, почасти співчутливим зображенням паризького середнього класу. Бальзак пише: «…нехай теперішня історія буде поемою тих перипетій буржуазного життя, які жоден голос не додумався оспівати, настільки вони позбавлені величі, хоча й величезні: йдеться не про одну людину, а про цілу націю, що страждає».
Світ високих фінансів також досліджується в романі через візити Сезара до банкірів дю Тійє, Келлерів, Нюсінжена та Жігонне протягом другої половини книги. Розділ 14 має назву «Загальна історія банкрутства», і тут Бальзак пояснює закони про банкрутство, які існували за його життя, і як ними часто зловживали нечесні підприємці, які хотіли уникнути своїх боргів. Сезар показаний як виняток, оскільки він вирішив сплатити всі свої борги. За словами літературного критика Джорджа Сейнтсбері, роман отримав прізвисько «Бальзак про банкрутство».